# Lego Space

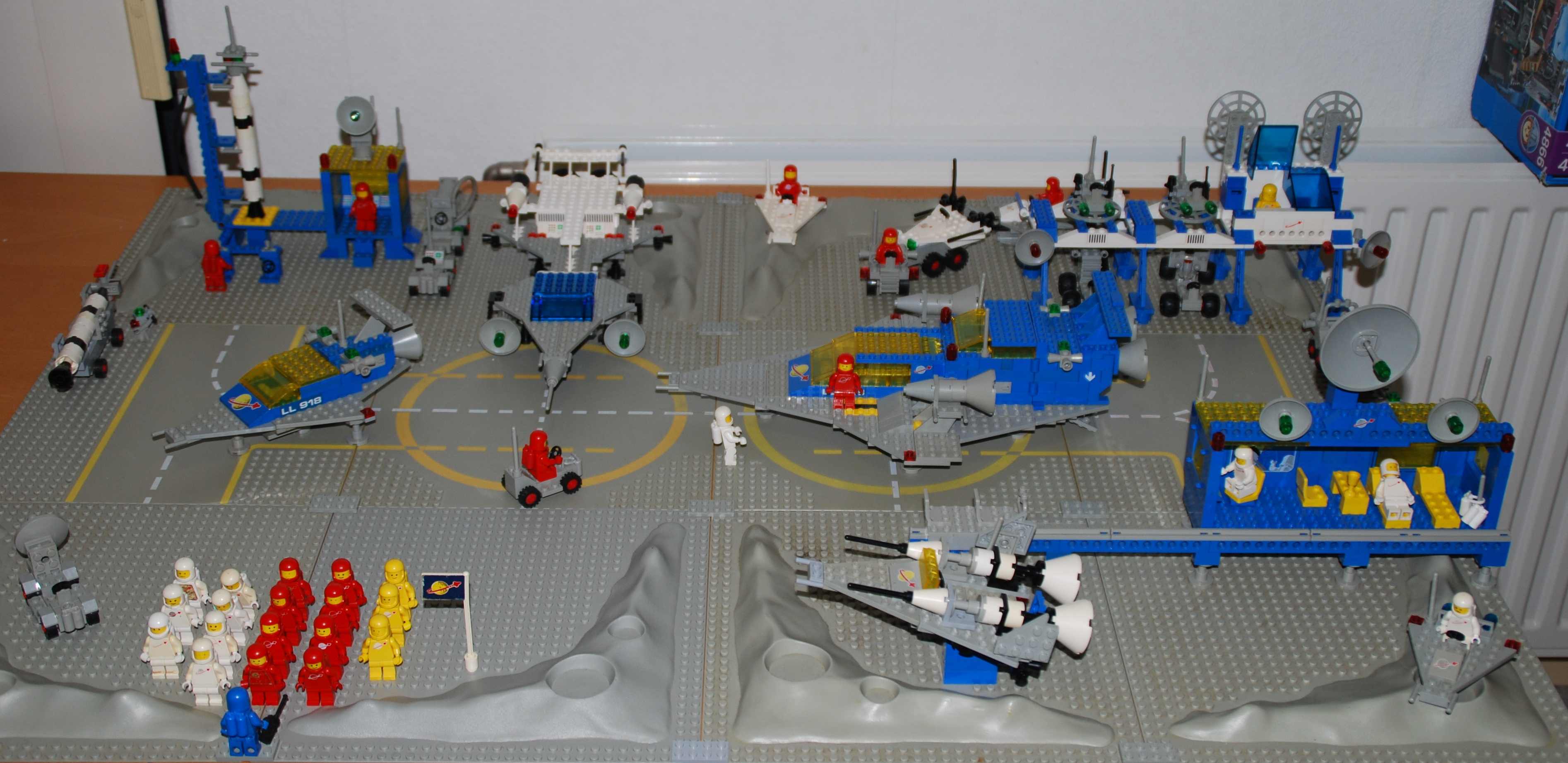
Lego Space, różne zestawy

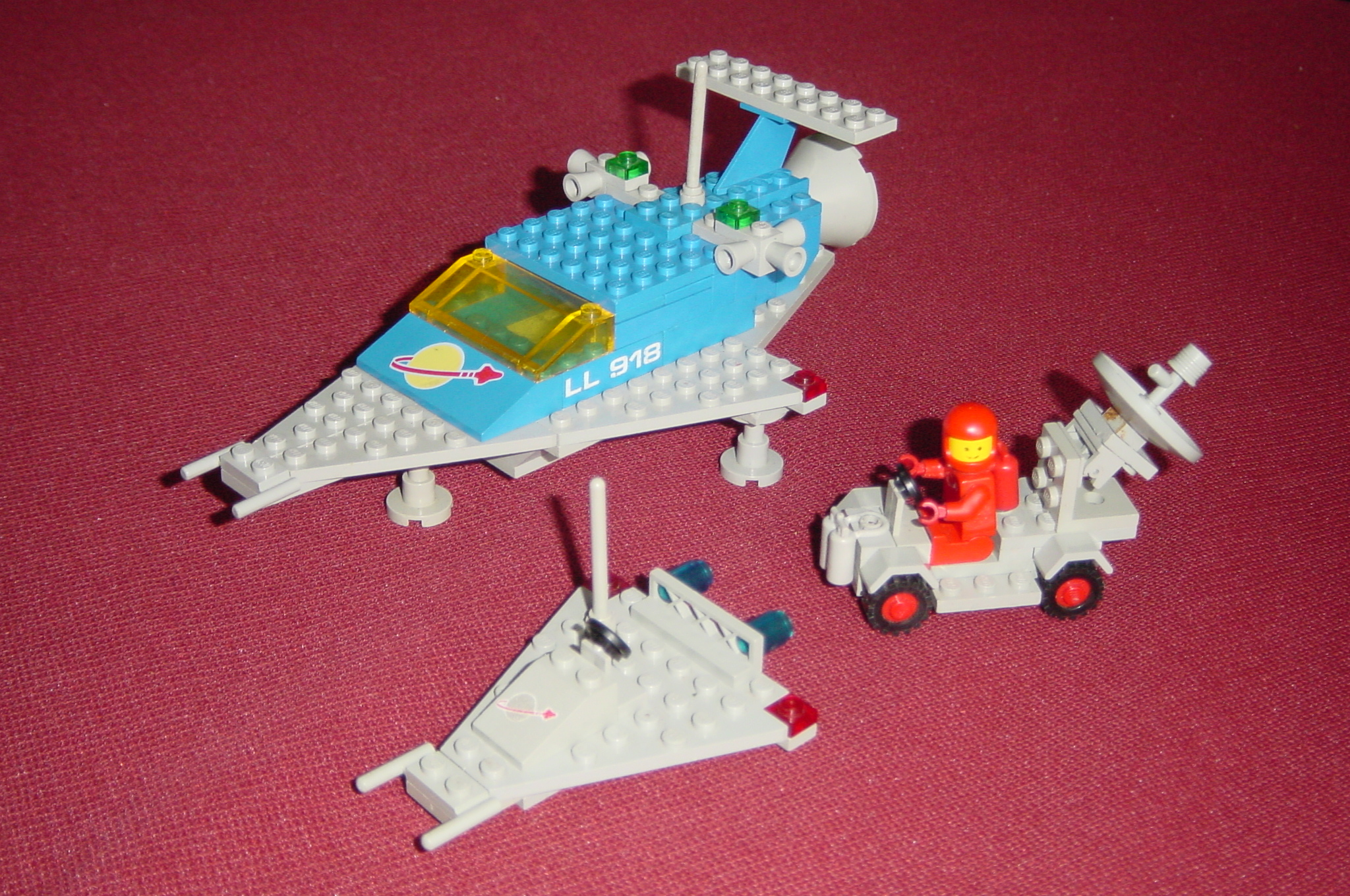
Lego Space, klasyczne zestawy

Lego Space – serie klocków produkowane przez Lego, której tematem są astronauci, statki kosmiczne i życie pozaziemskie. Pierwszy raz nazwa ta została użyta z zestawami w 1978 roku i seria dostępna była z przerwami w latach 1978 – 2015. Lego Space obok Lego City (Town) i Lego Castle jest liczony jako jedna z trzech klasycznych serii Lego.

## Opis
Temat serii był jednym z najbardziej ekspansywnych i najstarszych tematów w historii Lego, zawierał ponad 320 pojedynczych zestawów. Zestawy te wprowadzały też m.in. klasyczne minifigurki Lego, które miały dwoje oczu i uśmiech oraz hełmy bez przysłon, by w 1987 roku zostać zastąpione ruchomymi osłonami. Seria też czasowo zrobiła miejsce dla licencjonowanych produktów Lego Star Wars, opartych na serii filmów o tej samej nazwie, lecz jak na razie Lego Space ukazał się po raz ostatni w 2015 roku.

## Edycje i zestawy
Edycje tematu Lego Space:
- Pierwsza: 1978 – 2001
- Druga: 2007 – 2013
- Trzecia: 2014 – 2015 (dwa pojedyncze zestawy)

W tym okresie wydano w sumie 322 numerowane zestawy
Linia produktów Lego Space zawierała kilka tematów:
- Classic Space (1978-1987)
- Blacktron (1987-1988)
- Futuron (1987-1990)
- Space Police (1989)
- M:Tron (1990-1991)
- Blacktron Future Generation (1991-1992)
- Space Police II (1992-1993)
- Ice Planet 2002 (1993-1994)
- Unitron (1994-1995)
- Spyrius (1994-1996)
- Exploriens (1996)
- Roboforce (1997)
- UFO (1997-1998)
- Owady (1998-1999)
- Space Port (1999)
- Życie na Marsie (2001)
- Mars Mission (2007-2008)
- Space Police III (2009-2010)
- Alien Conquest (2011)
- Galaxy Squad (2013)